# Gidófalvy Attila
Gidófalvy Attila (Budapest, 1952. augusztus 20. –) Máté Péter-díjas magyar zenész, zeneszerző, a Beatrice, a Karthago, a Lord, a Fáraó, a Cikk-Cakk Company és még számtalan zenekar billentyűse, a televízióban és a rádióban zenei műsorok vezetője, a magyar rockzene utánozhatatlan és egyedi alakja.

## Életpályája

### Gyermekkortól a konzervatóriumig
Ötéves korában kezdődött zenei pályafutása, amikor megkapta élete első, harminckét basszusos harmonikáját, rá egy évre már zongorázott. Zongorázni magától tanult. Amikor kinőtte első hangszerét, tanára javaslatára egy 120 basszusos versenyharmonikát kapott, amellyel már sorban nyerte a harmonika versenyeket. Nyolcadikos korában az iskola mellett stúdió- és színpadi zenész volt a Nemzeti Színházban és a Katona József színházban.
1967-ben, az általános iskolai tanulmányai után felvételt nyert a Bartók Béla Zeneművészeti Szakközépiskola harmonika és zongora szakára. Tanárai többek között Lukács Dénes (tangóharmonika) és Tantos László (zongora) voltak. Ezekben az években a zenetanulás mellett a Ferencvárosban is futballozott. 1969-1971 között folyamatosan részt vett a pulai harmonika versenyeken. Először a Szövostangóz harmoni a-zenekarában játszott.
A Zeneművészeti Szakközépiskola után felvételi nélkül mehetett volna a Liszt Ferenc Zeneakadémia orgona-harmonika szakára, de nem élt vele, ami miatt négy évig konfliktusa volt a családjával. Helyette Jazz-zongora szakra jelentkezett, ahova viszont nem vették fel. Végül a pozant (harsona) választotta felvételi hangszernek, így került be 1971-ben a zenei konzervatóriumba.
A katonaság alatt a Honvéd Művészegyüttesbe került mint zenész, zongorakísérő, korrepetitor és énekes.

### A rock korszak kezdete
Egy év múlva már a Deák Big Bandben zenélt. Ott ismerkedett meg Kiss Zolival, a Karthago későbbi basszusgitárosával. 1971-ben bekerül a Continental együttesbe ahol Santana, Chicago slágereket játszottak.
A Continental után megalapította a Gidó 74 zenekart, amellyel ORI-vizsgát szereztek. Ekkor vette meg első orgonáját. A trió dobosa Donászy Tibor volt. 1974-ben már az új Illés-együttes előzenekaraként léptek színpadra.
Később már a Teátrumban zenélt, amely az akkori underground dalokat játszotta, a Skorpió együttes előzenekaraként is felléptek.

### Beatricetől a Karthágon és a Fáraón át a Lordig

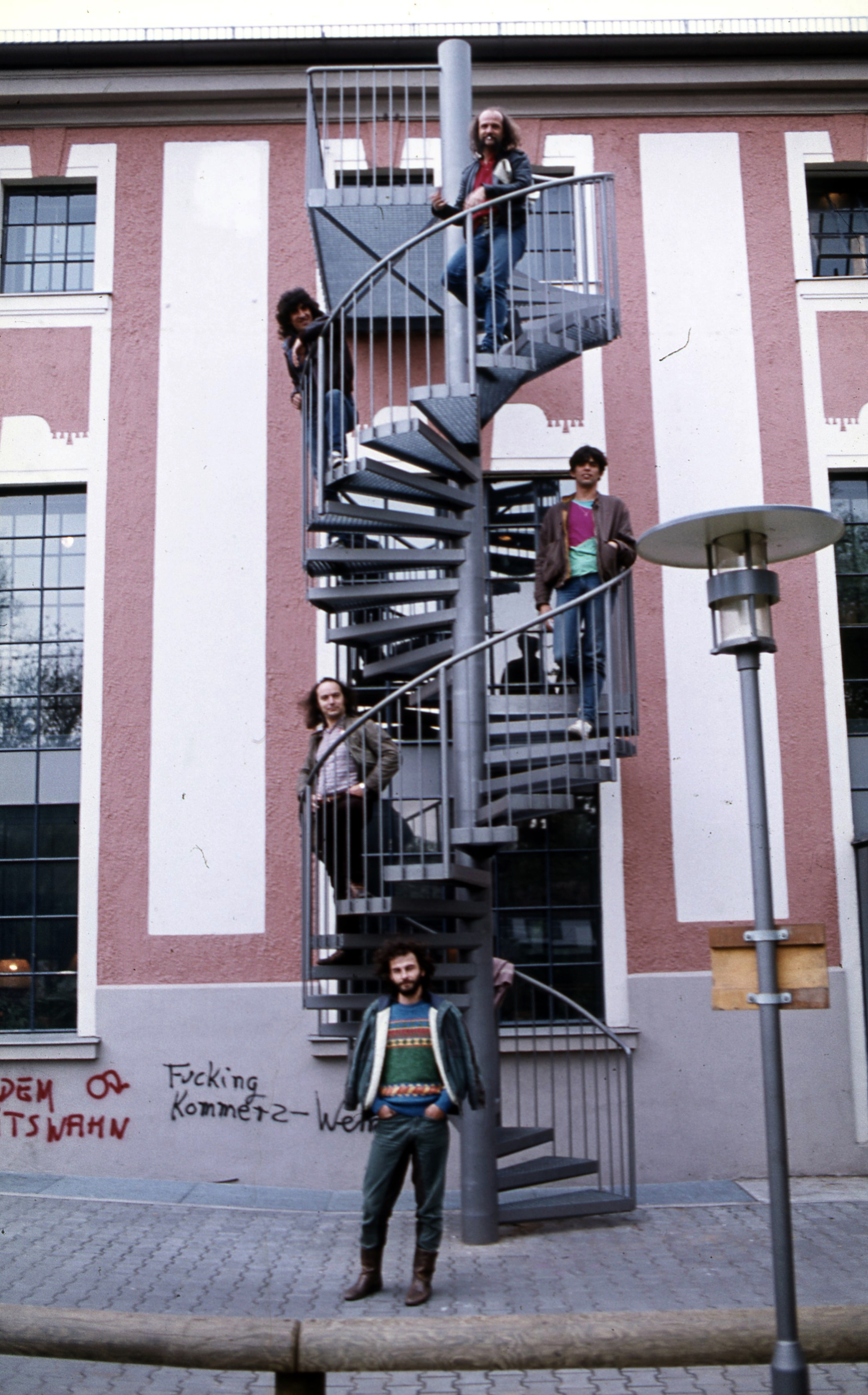
A Karthago együttessel Nürnbergben, 1984-ben (Urbán Tamás felvétele)

A Teátrummal koncertezve látta meg Nagy Feró, és 1978-ban elhívta az akkor újjászerveződő Beatrice zenekarba, ahol két évet töltött. Ezekben az években született az "Apáink útján" című dal is, amelyet azonban akkor még nem tudott előadni Feróékkal. Mivel a Beatrice a kirívó zenéje miatt nehezen érvényesült, 1979-ben Szigeti Ferenc hívására a Karthágoba igazolt át, amely 1985-ig működött (de nem oszlott fel). A Karthago után 1986-ban Kiss Zolival, Terstyánszky Károllyal és Gyurik Lajossal megalapították a Fáraó zenekart. Egy kislemez kiadása után – (Élég volt, Állj mellém) – a Fáraó nem váltotta be a hozzá fűzött reményeit, így abbahagyták a közös zenélést. Később egyesültek a Stressz zenekarral, majd ezután Törökországban próbáltak vendéglátózni kevés sikerrel.
1987 novemberében csatlakozott a Lord zenekarhoz Vida Ferenc meghívására. 1990-ben, a Petőfi Csarnok nyitóbuliján a Karthago újra összeállt. Ezekben az években is több mint 50–70 koncerten vett részt mindkét zenekarral. Mind a Karthagoval, mind a Lorddal több nagylemezt készített a '80-as években.
1990-ben kilépett a Lord zenekarból. Ekkor látta elérkezettnek az időt, hogy elkészítse szólólemezét, amely olyan számokat tartalmazott, amelyek egyik zenekar repertoárjába sem fértek bele. Ausztriában rögzítették szalagra a lemez hanganyagát, amit az Omega Stúdióban kevertek. A Tízparancsolat című korongon minden hangszeren egymaga játszott, csak énekeseket hívott a felvételekhez.
A Lordból való távozása után egy country-rock zenekarban játszott, ahova Kiss Zoli hívta, később megalakították a KGB zenekart, amely a ‘Kisváros’ című TV sorozat zenéjét is szolgáltatta. 1996-ban következett  a Cikk Cakk Company zenekar, amely három veterán zenész, főként koncertekre specializálódott társulása volt. Mellette Varga János (az East legendás gitárosa) és Donászy Tibor (dobok) voltak a tagok, 1997-ben elkészült a csapat egyetlen lemeze.
2000-ben visszatért a Lord zenekarba, de közben a Karthago turnéi is újraindultak. 2015-ben harminc évvel az 1986-os kislemez után megjelent a Fáraó első lemeze. 2017-ben végleg kilépett a Lord zenekarból, jelenleg a Karthagoval folytatja zenei munkásságát, miközben a Fáraó is ad időnként koncerteket. 2020-ban a KGB-ből is távozik, helyét a Fáraó és az Emelet gitárosa, Kelemen Tamás veszi át.
Több mint 200 dalt szerzett ezidáig, és sok lemezen játszott vendégként is. Ezek Takáts Tamás Dirty Blues Band, Nagy Feró és a Bikini, a 100 Folk Celsius és a Clips együttesek lemezei, valamint Gálvölgyi János, Zalatnay Sarolta, Máté Péter, Csongrádi Kata, Kiss Zoltán, Mr Buschmann és Pohl Mihály szólólemezei.

### A zenekarokon túl
Öt filmnek a zenéje fűződik a nevéhez: A gólyák mindig visszatérnek, Imre filmje, Kacatok, Magyar litánia, és az ötödik, nagy sikerű munkája a Kisváros tévésorozat zenéje, amit Kiss Zolival és a KGB zenekarral készített.
Az aktív zenélés mellett tévé-műsorvezető volt a Vasárnapi turmixban, és zenei műsorokat készített több kisebb TV csatornán is.
Rádiózni Lőrincen kezdett a Dongó rádiónál. 2000-ben létrehozta a Pannon Rádiót, amely 2003-ig működött. Hosszú szünet után megalapította a Best of Rock FM rádiót, amely másfél év alatt 770 ezer egyéni IP-címet tudott produkálni negyven országból, de 2013-ban bezárták. Jelenleg az Érd FM rádión a Rockbarlang műsorát szerkeszti és vezeti. 

### Hangszerei
Korg Trinity és Roland SH 201 szintetizátorokon, valamint Roland VK-8-as elektromos színpadi orgonán játszik a koncerteken, amiket nagyobb koncerteken M102-es Hammond-orgona és Korg Triton Studio szintetizátor egészít ki. Amennyiben gitározik, Gibson SG-n penget. A Karthago-ba való bekerülésekor Yamaha orgonán és Moog szintetizátoron játszott.

## Albumok
Karthago albumok:
1980. Apáink útján / A fények, a hangok, az árnyak (Kislemez, MHV Pepita)
1981. Karthago I. (2004 LP / remaster CD bónuszokkal) (Aranylemez – 175.000 eladott példányszám után)
1982. Requiem / Tagadás (Kislemez, Hungaroton-Start)
1982. 1...2...3...Start! – Popmajális (koncert) (LP B-oldala)
1982. Ezredforduló (LP / CD)
1983. Requiem (angol) (LP)
1984. Senkiföldjén (LP / CD)
1985. Oriental Dream (angol) (LP)
1990. Aranyalbum (válogatás) (LP)
1993. Best of Karthago (válogatás) (CD)
1997. Ramix! – Haminyó anyó (maxi) (CD)
1997. A Karthago él! (2005) (koncert) (2CD / DVD)
2004. ValóságRock (CD)
2009. IdőTörés (CD)
2010. 30 éves jubileumi óriáskoncert (2CD / DVD) 
2019. Karthago együtt 40 éve (LP/CD) (Aranylemez – Hammer Records 2019)
Fáraó albumok:
1986. Elég volt / Állj mellém (Kislemez)
2016. Mienk a Rock and Roll (CD)
Lord albumok:
1988 – Szemedben a csillagok (LP / CD) -2012-ben CD-n újra kiadva, felújított hangzással, bónusz kislemezdalokkal, videóklippel
1989 – Ragadozók (LP / CD) -2012-ben CD-n újra kiadva, felújított hangzással, bónusz angol nyelvű kislemezdalokkal, videóklippel
1990 – Lord 3 (LP / CD) -2012-ben CD-n újra kiadva, felújított hangzással, bónusz videóklippel
2002 – Lord 2002 (CD) -2012-ben újra kiadva, felújított hangzással, bónusz demófelvételekkel
2006 – Kifutok a világból (CD) -2012-ben újra kiadva, felújított hangzással, bónusz koncert DVD-vel(Kifutok a világból lemezbemutató koncert,Nem állunk meg soha-35 éves jubileumi koncert)
2009 – Szóljon a Lord! (Aranylemez – Hammer Records 2018)
2010 – Örökké (CD / CD + DVD)
Szólóalbum:
1990. Tíz parancsolat (LP)
Cikk Cakk Company album:
1997. Erre gondoltunk (kazetta)
Selection album:
2016. Útközben (CD)
Filmzenék:
1993. A gólyák mindig visszatérnek
1993. Kisváros filmsorozat (zenei társszerző)
1998. Imre filmje
2001. Ibrinkó 
2009. Millennium szobrásza 
2010. Bedobozolt kacatok egy Magyar litánia
Indulók:
2013. Érd NB I Női Kézilabda Csapatnak 
2014. Törökbálinti Sárkányok Gyermek Futballcsapatnak

## Elismerései
- 1968. Pula – Nemzetközi harmonikaverseny I. helyezett
- 1969. Pula – Nemzetközi harmonikaverseny II. helyezett
- 1970. Pula – Nemzetközi harmonikaverseny II. helyezett
- 1983. Az év billentyűse – (Ifjúsági Magazin országos szavazás)
- 2005 – A Wigwam Rock Klub Arany Nyíl Gálán a közönségszavazatok alapján elnyerte a 2005. év "Év billentyűse" díját!"
- 2019. Művészeti életpálya elismerés (EMMI)
- Magyar Arany Érdemkereszt polgári tagozat (2022)[1]

A Lord zenekarral:
- 2003. Lord Életműdíj – Arany Nyíl Rockgála
- 2006 – "Európai Arany Művész Nemzetközi Minőségi Díj – A magyar rockzenében nyújtott tevékenységéért"
- 2006 – Wigwam az "Év koncertje 2006" díj.
- 2008 – Wigwam Arany Nyíl Rockgála: "A 2008. év koncertje" a Wigwamban Lord-Mikulás és a "2008. év legjobb hazai zenekara".
- 2009 – Közönségdíj a legjobb Közönségtől.
- 2012. Miniszteri Elismerő Oklevél – A szombathelyi Lord zenekar megalakulásának 40.  évfordulója alkalmából

A Karthago együttessel:
- 1980. Tessék választani! – első díj az Apáink útján (Karthago (Gidófalvy A.- Szigeti F.))
- 1983. Villach Nemzetközi Táncdalfesztivál Nagydíj – Karthago Requiem (Szigeti F.)
- 2021 – Máté Péter-díj[2]
- 2025 Mahasz Fonogram Életműdíj

## Zenekarok
- Deák Big Band (1970)
- Continental (1971)
- Gidó 74 (1974)
- Teátrum (1974-1975)
- Beatrice (1978-1979)
- Fáraó (1986-napjainkig)
- Stress (1987)
- Karthago (1979-1985, 1990-napjainkig)
- Lord (1987-2017)
- Cikk Cakk Company (1996-1997)
- KGB (1993-1997)

## Külső hivatkozások
- Interjú Gidófalvy Attilával – otvenentul.hu
- Fáraó: Újra együtt! – hardrock magazin
- 40 éves a Lord – Gidófalvy Attila és Pohl Mihály válaszolt – Thunderside 2012